# CNBC Asia
«CNBC Asia» (Си-эн-би-си́ Э́йжа) — телеканал новостей в сфере бизнеса и финансов. Является азиатской версией американского телеканала CNBC.